# آنژوان
آنژوان (به لاتین: Anjouan) یک جزیره در مجمع‌الجزایر قمر است که در مجمع‌الجزایر قمر واقع شده‌است.